# Madelaine Edlund
Madelaine "Madde" Edlund (* 15. September 1985 in Jönköping) ist eine ehemalige schwedische Fußballspielerin. Die Stürmerin spielte von 2007 bis 2012 in der schwedischen Nationalmannschaft.

## Sportlicher Werdegang
Edlund begann mit dem Fußballspielen bei Morön BK. 2001 schloss sich die Offensivspielerin Sunnanå SK an. Der Klub aus Skellefteå war in die Damallsvenskan aufgestiegen. Alsbald etablierte sie sich beim Klub in der Stammformation und wurde 2005, nachdem sie vorher bereits für mehrere Jugendnationalmannschaften aufgelaufen war, in die schwedische U-23-Mannschaft berufen. Sowohl in der Auswahl als auch beim Verein gehörte sie zur Stammformation.
Im November 2006 gab Umeå IK die Verpflichtung Edlunds ab der Spielzeit 2007 bekannt. Im Sommer erreichte sie mit der Mannschaft das Endspiel um den UEFA Women’s Cup 2006/07, das in zwei Spielen gegen Arsenal LFC verloren ging. Dabei kam sie lediglich bei der 0:1-Hinspielniederlage zum Einsatz. In ihrer Debütsaison für den neuen Klub erzielte sie in der Damallsvenskan zwölf Tore und war damit vereinsintern zweitbeste Torschützin hinter Marta. Damit verhalf sie dem Verein zur Titelverteidigung des Meistertitels. Parallel spielte sie sich in die A-Nationalmannschaft. Nationaltrainer Thomas Dennerby nominierte sie für die Weltmeisterschaft 2007. Beim Vorbereitungsspiel am 30. August des Jahres debütierte sie gegen Dänemark im Nationaljersey, im Turnierverlauf kam sie jedoch nicht zum Einsatz.
Auch in der folgenden Spielzeit erreichte Edlund mit ihrem Klub die Endspiele um den UEFA Women’s Cup. Zwar kam sie dieses Mal in beiden Endspielen zum Einsatz, aber erneut reichte es gegen 1. FFC Frankfurt nicht zum Titelgewinn. Erneut wurde sie als Ersatzspielerin im Kader für ein großes Turnier berücksichtigt und gehörte dem Kader für die Olympischen Spiele 2008 an, kam aber wiederum im Turnierverlauf nicht zum Einsatz. Immerhin zeichnete sie sich in der Damallsvenskan-Spielzeit 2008 mit 18 Saisontoren erneut als regelmäßige Torschützin aus. Ihrer Mannschaft gelang am Ende der Saison der erneute Gewinn des Kronprinsessan-Victorias-Pokals.
Für die WM 2011 wurde sie ebenfalls nominiert. Im ersten Gruppenspiel gegen Kolumbien wurde sie in der 81. Minute eingewechselt. Danach kam sie zunächst nicht wieder zum Einsatz. Im Viertelfinale, wo sie auf Australien trafen, wurde sie in der 83. Minute beim Stand von 3:1 erneut eingewechselt. Mit dem 3:1-Sieg wurde sowohl das Halbfinale gegen Japan erreicht, als auch die Qualifikation für die Olympischen Spiele in London. Am 16. Juli 2011 gewann sie mit der Mannschaft das Spiel um Platz 3 beim 2:1-Sieg über Frankreich.
Sie stand im schwedischen Kader für die Olympischen Spiele 2012, kam aber lediglich im verlorenen Viertelfinalspiel gegen Frankreich zu einem Kurzeinsatz.
Ende 2014 gab Edlund ihren Rücktritt vom Profifußball bekannt.

## Erfolge
- Dritte der Weltmeisterschaft 2011
- Schwedischer Meister 2007, 2008
- Schwedischer Pokalsieger 2007